# Giro delle Fiandre 2005
Il Giro delle Fiandre 2005, ottantanovesima edizione della corsa e valida come quarta prova dell'UCI ProTour, si disputò il 3 aprile 2005, su un percorso di 256 km. Fu vinto dal belga Tom Boonen.

## Percorso
Lunga 256 chilometri, la corsa partiva come di consueto da Bruges e si concludeva a Meerbeke, frazione del comune di Ninove. Dopo il passaggio a Ostenda, sul mare del Nord, il percorso virava verso sud-est attraversando tra le altre, nell'ordine, le città di Gistel, Torhout, Ardooie, Kortrijk, Harelbeke, Waregem e Zottegem. Da Oudenaarde cominciavano i tipici "muri", diciassette in quest'edizione, partendo dal classico Molenberg, sito a 113 chilometri dal traguardo. Ultimi ostacoli erano il Muur-Kapelmuur – un chilometro con pendenze medie del 9,2% e punte del 20 – ai meno sedici e il Bosberg, 1300 metri al 5%, ai meno dodici dall'arrivo.

### Muri
| Numero | Nome           | Chilometro | Fondo stradale |
| ------ | -------------- | ---------- | -------------- |
| 1      | Molenberg      | 143        | pavé           |
| 2      | Wolvenberg     | 153        | asfalto        |
| 3      | Oude Kwaremont | 172        | pavé           |
| 4      | Paterberg      | 176        | pavé           |
| 5      | Koppenberg     | 183        | pavé           |
| 6      | Steenbeekdries | 188        | pavé           |
| 7      | Taaienberg     | 190        | pavé           |
| 8      | Eikenberg      | 195        | pavé           |
| 9      | Boigneberg     | 199        | asfalto        |
| 10     | Foreest        | 206        | asfalto        |
| 11     | Steenberg      | 209        | asfalto        |
| 12     | Leberg         | 214        | asfalto        |
| 13     | Berendries     | 219        | asfalto        |
| 14     | Valkenberg     | 224        | asfalto        |
| 15     | Tenbosse       | 230        | asfalto        |
| 16     | Muur-Kapelmuur | 240        | pavé           |
| 17     | Bosberg        | 244        | pavé/asfalto   |

## Squadre e corridori partecipanti
Presero parte alla prova le venti squadre con licenza UCI ProTeam. Ammesse tramite l'assegnazione di wild-card furono AG2R Prévoyance, Chocolade Jacques-T Interim, Landbouwkrediet-Colnago, MrBookmaker.com-SportsTech e Team Wiesenhof.
| N.      | Cod. | Squadra                          |
| ------- | ---- | -------------------------------- |
| 1-8     | TMO  | T-Mobile Team                    |
| 11-18   | BTL  | Bouygues Télécom                 |
| 21-28   | COF  | Cofidis, le Crédit par Téléphone |
| 31-38   | C.A  | Crédit Agricole                  |
| 41-48   | CSC  | Team CSC                         |
| 51-58   | DVL  | Davitamon-Lotto                  |
| 61-68   | DSC  | Discovery Channel                |
| 71-78   | SDM  | Domina Vacanze                   |
| 81-88   | EUS  | Euskaltel-Euskadi                |
| 91-98   | FAS  | Fassa Bortolo                    |
| 101-108 | FDJ  | La Française des Jeux            |
| 111-118 | GST  | Gerolsteiner                     |
| 121-128 | IBA  | Illes Balears-Caisse d'Epargne   |

| N.      | Cod. | Squadra                     |
| ------- | ---- | --------------------------- |
| 131-138 | LAM  | Lampre-Caffita              |
| 141-148 | LSW  | Liberty Seguros-Würth       |
| 151-158 | LIQ  | Liquigas-Bianchi            |
| 161-168 | PHO  | Phonak Hearing Systems      |
| 171-178 | QST  | Quick Step-Innergetic       |
| 181-188 | RAB  | Rabobank                    |
| 191-198 | SDV  | Saunier Duval-Prodir        |
| 201-208 | A2R  | AG2R Prévoyance             |
| 211-218 | JAC  | Chocolade Jacques-T Interim |
| 221-228 | LAN  | Landbouwkrediet-Colnago     |
| 231-238 | MRB  | MrBookmaker.com-SportsTech  |
| 241-248 | WIE  | Team Wiesenhof              |

## Resoconto degli eventi
La corsa partì dopo un minuto di silenzio per la morte del Papa Giovanni Paolo II e fu caratterizzata ben presto da diversi tentativi di attacchi. Il più consistente vide staccarsi Magnus Bäckstedt, Carlos Barredo, Constantino Zaballa, Francis Mourey, Ruggero Marzoli e David Boucher dopo 75 chilometri: i sei raggiunsero al km 131 il vantaggio massimo di 5'05". All'altezza dell'Oude Kwaremont (172 km) il gruppo dei fuggitivi si era ridotto a Bäckstedt, Barredo, Zaballa e Boucher.
Sul Koppenberg 24 corridori, tra cui molti dei favoriti, cercarono di ricucire lo svantaggio dai battistrada in fuga: fu Alessandro Ballan a raggiungere Zaballa, l'ultimo ad arrendersi, sullo Steenberg e a staccarlo sul Berendries (km 219), lasciando il gruppo a quasi un minuto. Appena prima del Valkenberg, Erik Zabel cercò di nuovo di uscire dal gruppo, seguito da Roberto Petito, ma i due, con Ballan, vennero presto raggiunti da Andreas Klier, Peter Van Petegem – già vincitore nel 2003 – e Tom Boonen.
Sul Muro di Grammont (km 240) fu Van Petegem a tentare l'attacco, poi sul Bosberg (km 244) si susseguirono i tentativi di Klier, Boonen e Petito; ciononostante il gruppo dei sei corridori rimase compatto. A 9 km dal traguardo, al nuovo tentativo di Van Petegem rispose in maniera decisiva Tom Boonen, abile a staccare tutti i rivali, ad arrivare in solitaria a Meerbeke e ad aggiudicarsi la corsa. Dietro, ad una quarantina di secondi, conclusero nell'ordine Klier, Van Petegem, Zabel, Petito e Ballan; più indietro, a 1'42" dal vincitore, gli altri inseguitori.

## Ordine d'arrivo (Top 10)
| Pos. | Corridore         | Squadra        | Tempo    |
| ---- | ----------------- | -------------- | -------- |
| 1    | Tom Boonen        | Quick Step     | 6h22'00" |
| 2    | Andreas Klier     | T-Mobile       | a 35"    |
| 3    | Peter Van Petegem | Davitamon      | a 40"    |
| 4    | Erik Zabel        | T-Mobile       | s.t.     |
| 5    | Roberto Petito    | Fassa Bortolo  | s.t.     |
| 6    | Alessandro Ballan | Lampre-Caffita | s.t.     |
| 7    | George Hincapie   | Discovery Ch.  | a 1'42"  |
| 8    | Léon van Bon      | Davitamon      | s.t.     |
| 9    | Sergej Ivanov     | T-Mobile       | s.t.     |
| 10   | Vladimir Gusev    | CSC            | s.t.     |

## Punteggi UCI
| Pos. | Corridore         | Squadra        | Tempo |
| ---- | ----------------- | -------------- | ----- |
| 1    | Tom Boonen        | Quick Step     | 50    |
| 2    | Andreas Klier     | T-Mobile       | 40    |
| 3    | Peter Van Petegem | Davitamon      | 35    |
| 4    | Erik Zabel        | T-Mobile       | 30    |
| 5    | Roberto Petito    | Fassa Bortolo  | 25    |
| 6    | Alessandro Ballan | Lampre-Caffita | 20    |
| 7    | George Hincapie   | Discovery Ch.  | 15    |
| 8    | Léon van Bon      | Davitamon      | 10    |
| 9    | Sergej Ivanov     | T-Mobile       | 5     |
| 10   | Vladimir Gusev    | CSC            | 1     |